# Ben Turner (acteur)
 (juin 2014).
Si vous disposez d'ouvrages ou d'articles de référence ou si vous connaissez des sites web de qualité traitant du thème abordé ici, merci de compléter l'article en donnant les références utiles à sa vérifiabilité et en les liant à la section « Notes et références ».
Pour les articles homonymes, voir Ben Turner et Turner.
Ben Turner, né le 3 février 1980 à Londres est un acteur irano-britannique. Parmi ses rôles les plus notables figurent ceux de l'infirmier Jay Faldren dans la série britannique Casualty, de Louis XV dans Doctor Who et plus récemment dans 300 : La Naissance d'un Empire, celui du général Artapherne, bras droit et cousin du roi Xerxès.

## Vie privée et carrière
Né à Londres, il étudie plus tard au Dulwich College, puis il reçoit une formation d'acteur à la Guildhall School of Music and Drama.
Il apparaît dans beaucoup de productions télévisées ainsi que dans des films, des pièces de théâtre et à la radio. Il apparaît également dans une production de Michael Grandage, Richard II.
Il participe à plusieurs spectacles de bienfaisance en 2009 et en 2010.
Ben apparaît dans la série Casualty jusqu'en 2011.
En 2013, il joue le rôle principal dans une adaptation théâtrale du roman Les Cerfs-volants de Kaboul.

## Filmographie
- Et alors ? : Andrew.
- Love Soup : Ray (2005)
- Doctor Who  : King Louis (2006, The Girl in the Fireplace)
- The Bill : Si Magley (2007, Crash Test)
- Adulthood (en) : Giles (2008)
- Casualty : David Pickering (2005)
- Casualty : Sam Baxter (2008)
- Casualty : Jay Faldren (2008–2011)
- Je ne devrais pas être en vie (épisode 12 – L'Enfer de la jungle) (2006) : Markus
- Love in the Afternoon (2012)
- 300 : La Naissance d'un Empire : général Artapherne (2013)
- Le Cinquième Pouvoir : un reporter de New York (2013)
- Meurtres au paradis : Chris Winchester
- WPC 56 (en) : DI Max Harper
- 2017 : 6 Days : Salim

## Ma machine (my wife)
Ma raison d’être, ma machine, ma chérie